# Luxeuil-les-Bains
Luxeuil-les-Bains is een gemeente in het Franse departement Haute-Saône in de regio Bourgogne-Franche-Comté. De gemeente telde 6.674 inwoners op 1 januari 2022. De plaats maakt deel uit van het arrondissement Lure.
Luxeuil-les-Bains  is een kuuroord met warmwaterbronnen. De plaats is ook bekend door haar voormalige abdij.

## Geschiedenis
Ten tijde van de Galliërs werd op deze plaats de keltische god Luxovius vereerd. Reeds in de 2e eeuw v.Chr. was de plaats bekend om haar warmwaterbronnen. De plaats ontwikkelt zich verder tijdens de Gallo-romeinse periode onder de naam Luxovium. Er werden ovens voor de productie van keramiek uit de 1e en 2e eeuw opgegraven. In de 4e eeuw was de stad al fors kleiner geworden en in 451 werd de plaats verwoest door Attila. Gedurende meer dan 100 jaar geraakte de plaats in de vergetelheid.
De Ierse monnik Columbanus en zijn gezellen stichtten omstreeks 590 de abdij van Luxeuil. Deze abdij groeide snel en had een internationale uitstraling, vooral tussen de 7e en de 9e eeuw, onder andere door haar scriptorium. De stad ontwikkelde zich rond de abdij. Rond 1300 werd de stad ommuurd en werd het kanaal van Morbief gegraven, dat zorgde voor de watervoorziening en voor waterkracht voor watermolens. De stad kende voorspoed tijdens de 15e en de 16e eeuw. Het abtenpaleis werd uitgebreid en in de stad verrezen woningen van rijke burgers en stadspaleizen, waaronder het huis van kardinaal Jean Jouffroy.
Tijdens de 18e en de 19e eeuw ontwikkelde Luxeuil zich als kuuroord. De stad breidde uit en de stadsmuren werden geslecht. De komst van Napoleon III naar Luxeuil in 1856 vormde een hoogtepunt in het thermaal toerisme. Voor de kuurgasten werden villa's gebouwd. De stad werd ook bekend voor haar kant.
In de eerste helft van de 20e eeuw werd de militaire luchtmachtbasis 116 aangelegd. Dit zorgde voor een economische impuls.

## Geografie
De oppervlakte van Luxeuil-les-Bains bedroeg op 1 januari 2022 21,81 vierkante kilometer; de bevolkingsdichtheid was toen 306 inwoners per km².
De onderstaande kaart toont de ligging van Luxeuil-les-Bains met de belangrijkste infrastructuur en aangrenzende gemeenten.

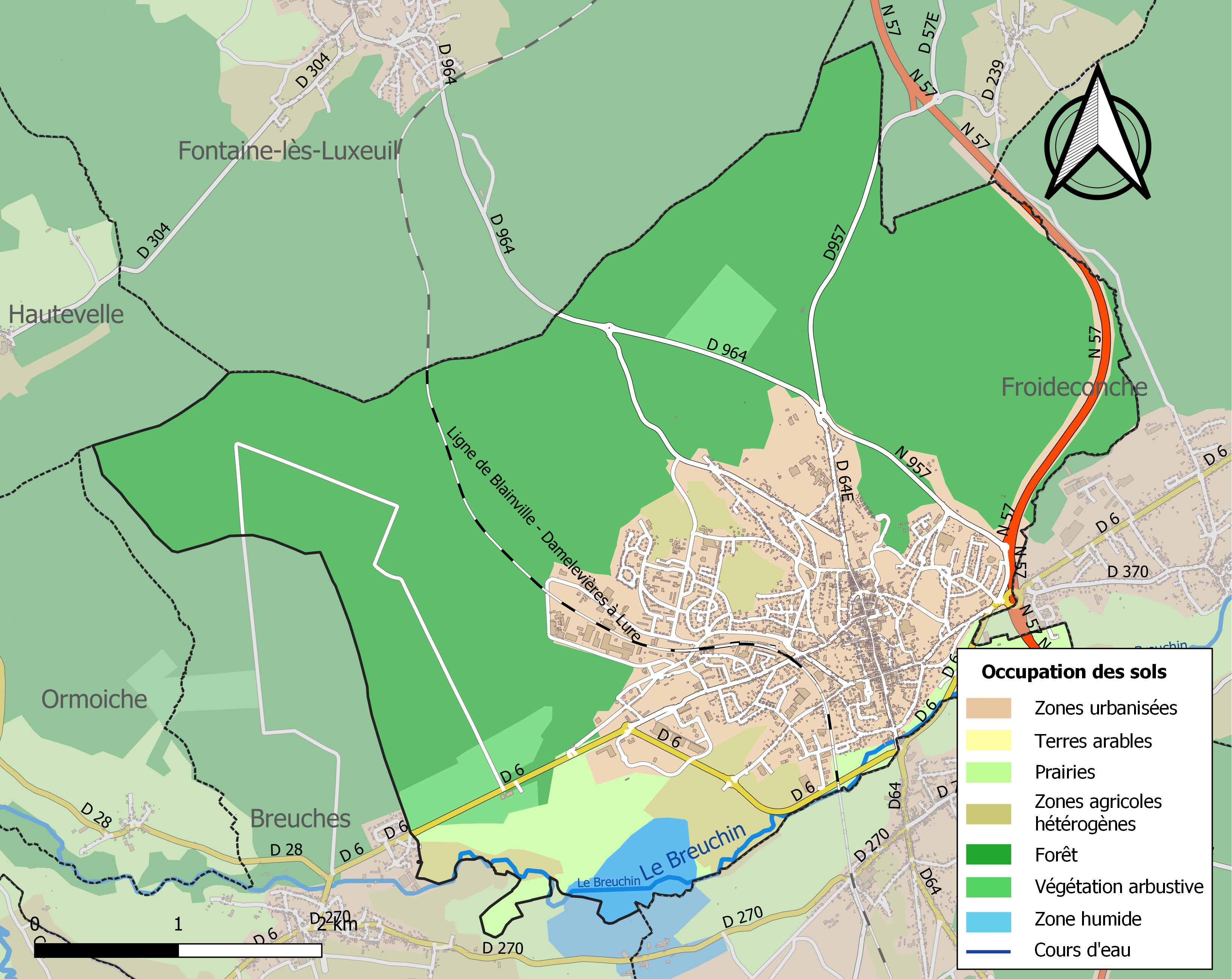

## Verkeer en vervoer
In de gemeente ligt spoorwegstation Luxeuil-les-Bains.

## Demografie
Onderstaande figuur toont het verloop van het inwonertal (bron: INSEE-tellingen).

## Geboren
- Jean Jouffroy (ca. 1412-1473), priester en kardinaal
- Jules Adler (1865-1952), kunstschilder
- Dominique Arnould (1966), wielrenner
- Jérémy Mathieu (1983), voetballer